# Liste der Baudenkmale in Melz
In der Liste der Baudenkmale in Melz sind alle denkmalgeschützten Bauten der Gemeinde Melz (Mecklenburg-Vorpommern) und ihrer Ortsteile aufgelistet. Grundlage ist die Veröffentlichung der Denkmalliste des Landkreises Müritz mit dem Stand vom April 2010.

## Baudenkmale nach Ortsteilen

### Melz
| ID | Lage                        | Bezeichnung                                | Beschreibung | Bild   |
| -- | --------------------------- | ------------------------------------------ | --- | ------ |
|    | Dorfstraße 11/12 (Karte)    | ehemalige Schule (Wohnhaus)                | |        |
|    | Dorfstraße 13/14 (Karte)    | Wohnhaus mit                               | |        |
|    | Dorfstraße 13               | Stall 1                                    | |        |
|    | Dorfstraße 14               | Stall 2                                    | |        |
|    | Dorfstraße 15/16/17 (Karte) | Wohnhaus                                   | |        |
|    | Dorfstraße 18/19 (Karte)    | Wohnhaus                                   | |        |
|    | Dorfstraße 22, Friedhof     | Grabdenkmal für Pastor Heinrich Willebrand | |        |
|    | Dorfstraße 22, Friedhof     | 2 Steinsarkophage d. Familie von Ferber    | |        |
|    | Dorfstraße 22 (Karte)       | Kirche                                     | Rechteckige Dorfkirche Melz aus Backstein von 1816 mit quadr. Turm; Vorgängerbauten vom 13. Jh. und von 1552; Schnitzaltar von um 1500, Kanzel vom um 1816. | Kirche |

### Friedrichshof
| ID | Lage                         | Bezeichnung                                        | Beschreibung | Bild |
| -- | ---------------------------- | -------------------------------------------------- | ------------ | ---- |
|    | Röbeler Straße 5/6 (Karte)   | Gutsanlage mit Gutshaus, ehemaligem Schweinestall, |              |      |
|    | Röbeler Straße 8 (Karte)     | Stallscheune und                                   |              |      |
|    | Röbeler Straße 4 (Karte)     | Wohnhaus (ehemaliger Stall)                        |              |      |
|    | Heidberg 2 (Kolkhof) (Karte) | Wohn- und Wirtschaftsgebäude                       |              |      |

## Quelle
- Karte der Baudenkmale im Geoportal des Landkreises

- Karte mit allen Koordinaten:
- OSM |
- WikiMap